# Колібрі-самоцвіт сірохвостий

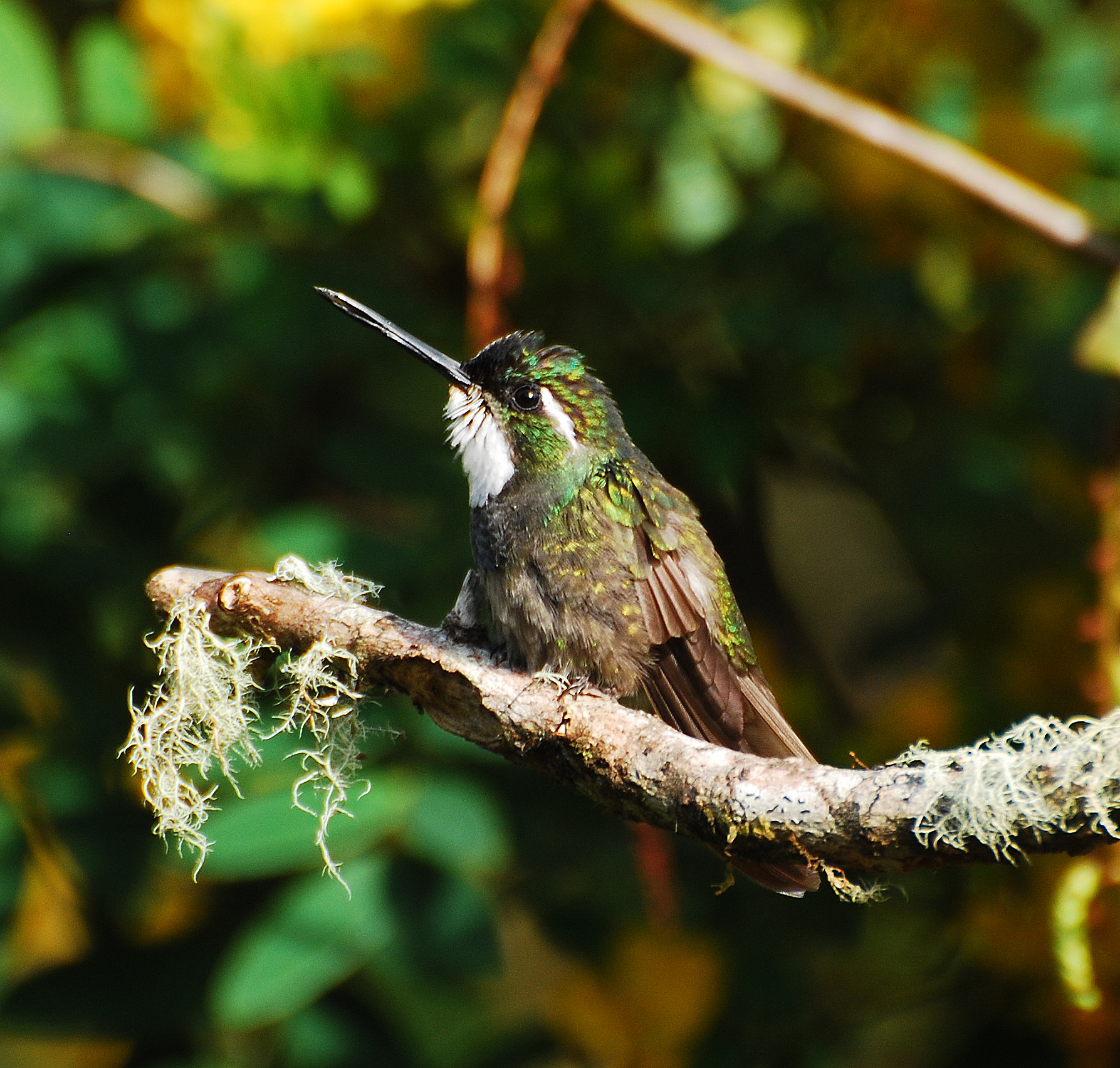
Самець сірогорлого колібрі-самоцвіта

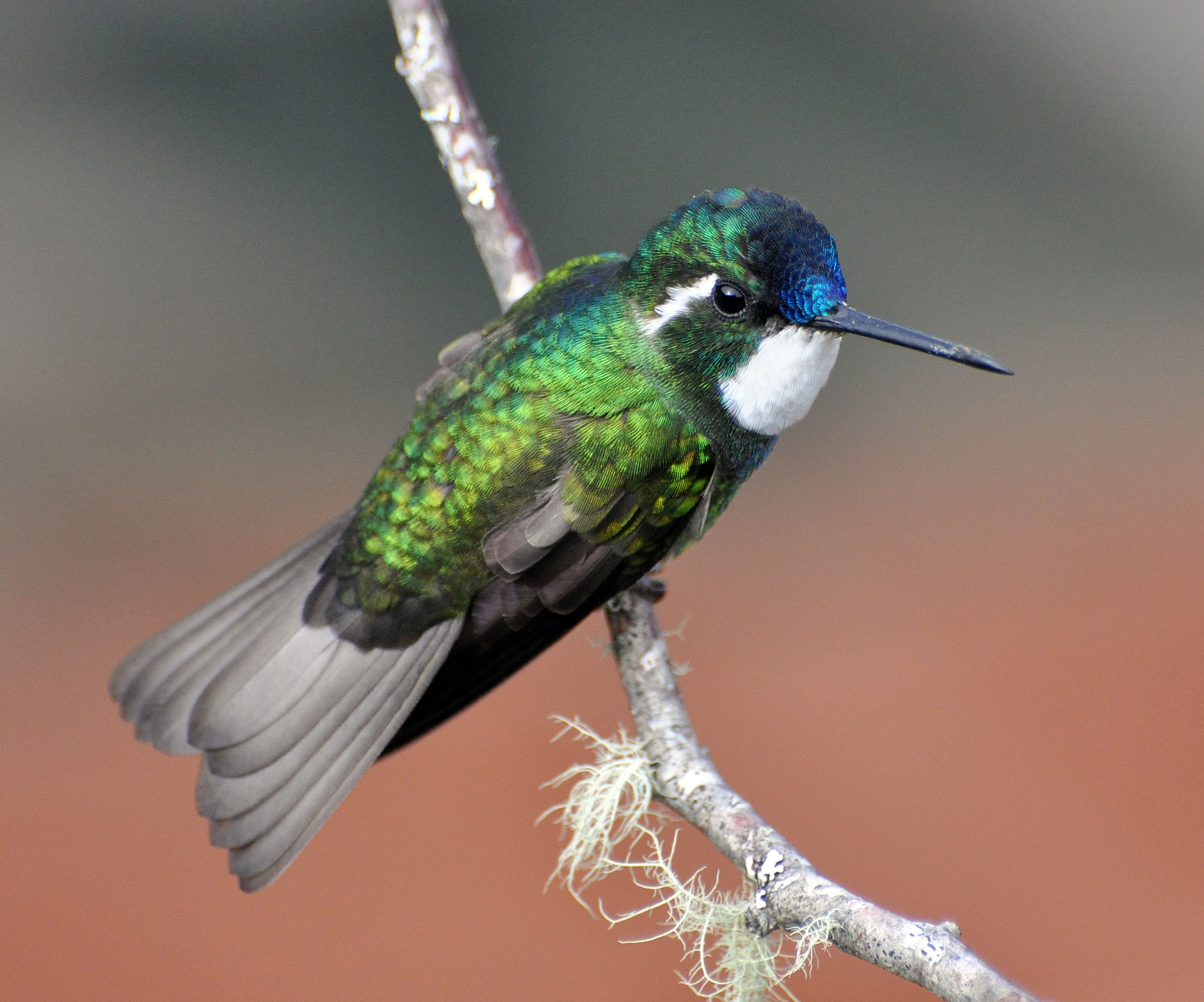
Самець сірогорлого колібрі-самоцвіта

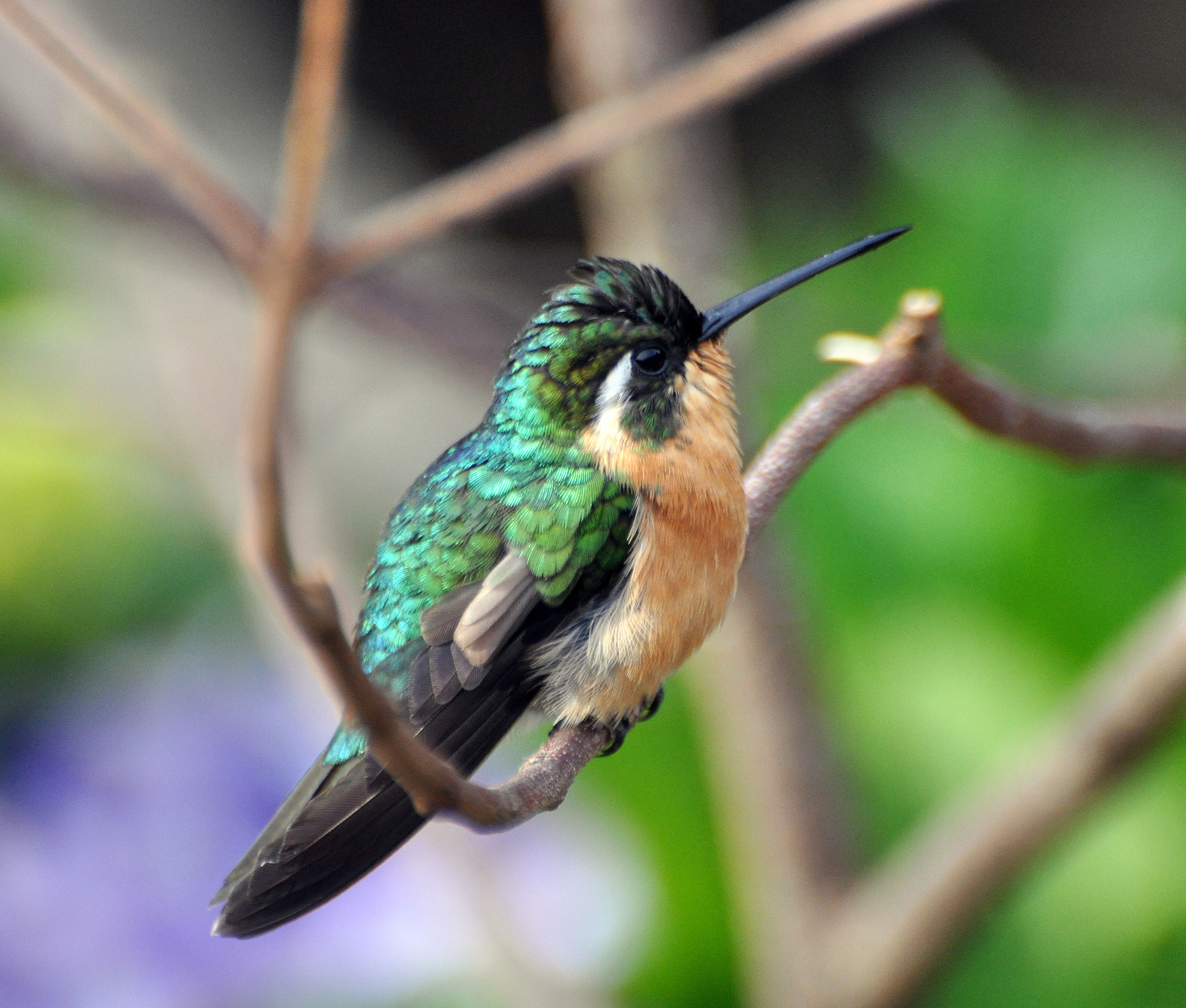
Самиця сірогорлого колібрі-самоцвіта

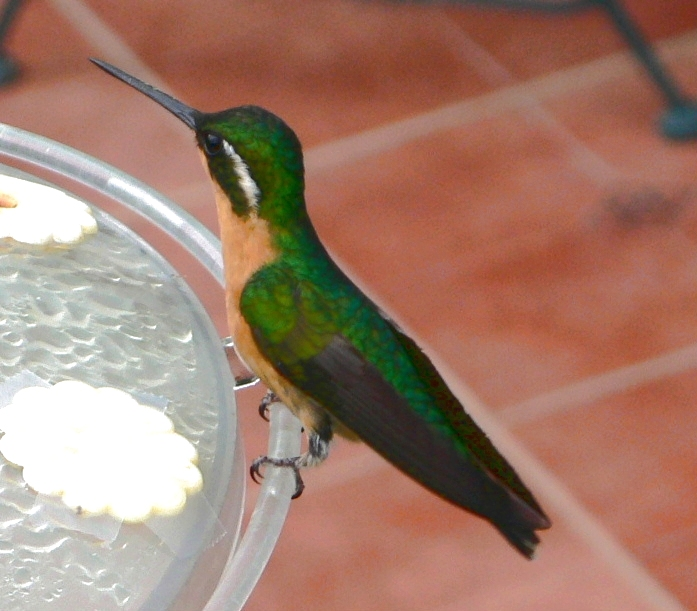
Самиця сірогорлого колібрі-самоцвіта

Колі́брі-самоцві́т сірохвостий (Lampornis cinereicauda) — вид серпокрильцеподібних птахів родини колібрієвих (Trochilidae). Ендемік Коста-Рики. Раніше вважався конспецифічним з пурпуровогорлими і білогорлими колібрі-самоцвітами.

## Опис
Довжина птаха становить 10-12 см, самці важать 5,7-6,2 г, самиці 4,7-5,1 г. У самців передня частина голови бірюзова, на лобі райдужна синя пляма, решта верхньої частини тіла світло-бронзово-зелена. За очима помітні білі смуги. Горло біле, груди тьмяно-зелені, живіт сірий. Хвіст попелясто-сірий з темним кінчиком. Дзьоб середньої довжини, прямий, чорний.
У самиць синя пляма на голові і біла пляма на горлі відсутні, верхня частина тіла у них повністю яскраво-зелена, стернові пера тьмяно-бронзово-зелені з синювато-чорною смгою на кінці, крайні стернові пера мають білі кінчики. Горло і живіт у них тьмяно-руді, нижні покривні пера крил сірі з білими або охристими краями. У молодих самців пера на горлі білі або рудувато-коричневі, іноді з легким пурпуровим відтінком. У молодих самиць пера на голові мають іржасті краї.

## Поширення і екологія
Сірохвості колібрі-самоцвіти мешкають в горах Кордильєра-де-Таламанка на півдні Коста-Рики. Вони живуть в гірських дубових лісах, на узліссях і галявинах, у прилеглих вторинних заростях і в садах. Зустрічаються на висоті від 1850 до 3000 м над рівнем моря, на висоті нижче 2000 м над рівнем моря їх змінюють пурпуровогорлі колібрі-самоцвіти. Під час негніздового періоду мігрують у нижню частину свого висотного ареалу. 
Сірохвості колібрі-самоцвіти живляться нектаром різноманітних квітучих рослин, а також дрібними безхребетними, яких збирають з листя. Самці віддають перевагу нектару епіфітів, яких шукають в глибині лісу, а самиці — нектару чагарників. Самці захищають кормові території. 
Сірохвості колібрі-самоцвіти гніздяться з жовтня по квітень, під час сезону дощів. Гніздо чашоподібне, робиться з рослинних волокон, покривається зовні мохом і лишайниками.